# 渋谷紀世子
渋谷 紀世子（しぶや きよこ、1970年 - ）は、日本のVFXディレクター。東京都出身。白組所属。

## 略歴
『スター・ウォーズ』、『バック・トゥ・ザ・フューチャー』を見てSFX映画制作に興味を持つ。
ミニチュアメーカーとして白組に入社後、伊丹十三監督の『大病人』(1993年)にデジタル合成として参加。以後多数のCM、映画、テレビドラマ等のVFXに従事している。
山崎貴監督のこれまでの映画作品すべてでVFXディレクターを務めている。

## 人物
- Adobe After Effectsを最初のバージョンから愛用している[2]。

## 参加作品

### 映画
- 『大病人』 (1993年)　- デジタル合成
- 『静かな生活』 (1995年) - デジタル合成
- 『スーパーの女』 (1996年) - デジタル合成
- 『パラサイト・イヴ』 (1997年) - デジタルコンポジター
- 『ジュブナイル』(2000年) - テクニカルディレクター、デジタルコンポジター
- 『世にも奇妙な物語 映画の特別編』(2000年) - デジタルコンポジター
- 『サトラレ TRIBUTE to a SAD GENIUS』 (2001年) - テクニカル・ディレクター、デジタルコンポジター
- 『リターナー』 (2002年) - ビジュアルエフェクトディレクター
- 『踊る大捜査線 THE MOVIE 2 レインボーブリッジを封鎖せよ!』 (2003年) - ビジュアルエフェクトディレクター
- 『ALWAYS 三丁目の夕日』 (2005年) - VFXディレクター
- 『ALWAYS 続・三丁目の夕日』(2007年) - VFXディレクター
- 『K-20 怪人二十面相・伝』 (2008年) - VFXディレクター
- 『BALLAD 名もなき恋のうた』 (2009年) - VFXディレクター
- 『SPACE BATTLESHIP ヤマト』 (2011年) - VFXディレクター
- 『friends もののけ島のナキ』 (2011年) - プロデューサー
- 『ALWAYS 三丁目の夕日'64』 (2012年) - VFXディレクター
- 『BRAVE HEARTS 海猿』 (2012年) - VFXディレクター
- 『永遠の0』 (2013年) - VFXディレクター
- 『STAND BY ME ドラえもん』 (2014年) - プロデューサー
- 『寄生獣』 (2014年) - VFXディレクター
- 『寄生獣 完結編』 (2015年) - VFXディレクター
- 『海賊とよばれた男』 (2016年) - VFXディレクター
- 『DESTINY 鎌倉ものがたり』 (2017年) - VFXディレクター
- 『アルキメデスの大戦』 (2019年) - VFXディレクター
- 『ドラゴンクエスト ユア・ストーリー』 (2019年) - プロデューサー
- 『STAND BY ME ドラえもん 2』 (2020年) - プロデューサー
- 『GHOSTBOOK おばけずかん』 (2022年) - VFXディレクター
- 『ゴジラ-1.0』 (2023年) - VFXディレクター